# سان فرانسيسكو كاخونوس
سان فرانسيسكو كاخونوس هي بلدية في ولاية واهاكا جنوب غربي المكسيك.

## الجغرافيا
تبلغ مساحة البلدية 42.83 كيلومترا مربعا وتقع على متوسط ارتفاع يبلغ 1700 مترا فوق مستوى سطح البحر، إذ يتراوح ارتفاعها بين 700 و3000 متر فوق مستوى سطح البحر.

## الديموغرافيا
بحسب آخر إحصاء أجراه المعهد الوطني للإحصاء في عام 2010، يقطن 460 شخصا البلدية، موزعين على 3 أحياء سكنية.